# Rock Creek (Ohio)
Rock Creek es una villa ubicada en el condado de Ashtabula en el estado estadounidense de Ohio. En el Censo de 2010 tenía una población de 529 habitantes y una densidad poblacional de 229,75 personas por km².

## Geografía
Rock Creek se encuentra ubicada en las coordenadas 41°39′38″N 80°51′16″O / 41.66056, -80.85444. Según la Oficina del Censo de los Estados Unidos, Rock Creek tiene una superficie total de 2.3 km², de la cual 2.3 km² corresponden a tierra firme y (0%) 0 km² es agua.

## Demografía
Según el censo de 2010, había 529 personas residiendo en Rock Creek. La densidad de población era de 229,75 hab./km². De los 529 habitantes, Rock Creek estaba compuesto por el 97.54% blancos, el 1.51% eran afroamericanos, el 0% eran amerindios, el 0.19% eran asiáticos, el 0% eran isleños del Pacífico, el 0% eran de otras razas y el 0.76% pertenecían a dos o más razas. Del total de la población el 0.19% eran hispanos o latinos de cualquier raza.